# ادنالی
ادنالی (به انگلیسی: Adnalli) یک منطقهٔ مسکونی در هند است که در کارناتاکا واقع شده‌است.